# Zoete wolfsmelk
Zoete wolfsmelk (Euphorbia dulcis) is een vaste plant die behoort tot de wolfsmelkfamilie (Eurphorbiaceae). De plant komt voor in Europa, maar in Nederland slechts op een drietal plekken. Het aantal chromosomen is 2n = 12.
De plant wordt 20-50 cm hoog en heeft bijna rolronde, zwak gestreepte, naar boven toe behaarde stengels. De plant heeft een vlezige wortelstok. De groene, verspreid behaarde, langwerpig-lancetvormige bladeren zijn 4-9 cm lang en 1-2 cm breed. Ze zijn gaafrandig of naar boven toe fijn gezaagd. 
Het hoofdscherm is vijfstralig met dunne eenmaal, zeldzamer meermalen tweedeelige schermstralen. De omwindselbladen zijn breed lancetvormig, zittend, de bladen der omwindseltjes zijn driehoekig-eirond met afgeknotte voet, fijn gezaagd, stomp, zonder stekelpunt. De klieren zijn donkerpurper, gaafrandig.
Zoete wolfsmelk bloeit in mei en juni met vijfstralige schermen. De bloeiwijze is een cyathium. De twee driehoekige, geelgroene schutbladen onder de bloemen lijken net normale blaadjes. De eenslachtige bloem heeft vier, gele later donkerpurpere klieren.
De vrucht is een 3-4 mm brede, driekluizige kluisvrucht met één eirond, lichtgeel zaadje per kluis. De vruchtkleppen zijn bedekt met wratten.

## Voorkomen
De zoete wolfsmelk komt voor in bossen op vochtige, voedselrijke leemgronden.
In de siertuin wordt de cultivar Euphorbia dulcis 'Chameleon' gebruikt.